# Thomas Lange
Thomas Lange (Eisleben, 27 febbraio 1964) è un ex canottiere tedesco.
Detiene il record di tre medaglie olimpiche in singolo in tre edizioni diverse assieme a Pertti Karppinen, Peter-Michael Kolbe e Vyacheslav Ivanov.
Apparì per la prima volta a livello internazionale nel 1980 vincendo il campionato del mondo juniores in 2 di coppia, davanti al favoritissimo armo inglese su cui sedeva niente meno che Steven Redgrave. Si ripeté nei due anni successivi in singolo, sempre nella categoria junior.
Gareggiò a livello senior per la prima volta nel 1983 in 2 di coppia con Uwe Heppner, vincendo la medaglia d'oro ai mondiali. I due confermarono l'oro anche nell'edizione del 1985. Lange e Heppner sarebbero stati i favoriti alle Olimpiadi del 1984, ma la Germania dell'Est decise di boicottare i giochi olimpici.
Nel 1986 Lange passò alla specialità del singolo, ma una malattia lo fermò a livello internazionale per circa un anno. Tuttavia nel 1987, tornato alle competizioni, vinse l'oro ai mondiali, battendo i "mostri sacri" di allora Peter-Michael Kolbe e Pertti Karppinen. Alle Olimpiadi di Seoul nel 1988 Lange dominò il singolo, riconfermandosi poi campione del mondo nel 1989.
Nel 1990 Lange iniziò gli studi di medicina e contemporaneamente la Germania dell'Est si disgregò. Ciò nonostante riuscì a vincere la medaglia d'argento ai mondiali in 2 di coppia. Nel 1991 tornò vincitore nel singolo e alle Olimpiadi di Barcellona nel 1992 vinse di nuovo la medaglia d'oro in singolo.
Nel 1993 conquistò il bronzo, mentre nel 1994 si concentrò sugli studi. Nel 1995 ai mondiali fu eliminato nelle qualificazioni. Alle Olimpiadi di Atlanta nel 1996 giunse terzo, dietro al canadese Derek Porter e allo svizzero Xeno Müller.
Oggi Lange è medico a Ratzeburg, in Germania, e occasionalmente rema ancora.
Nel 1997 è stato insignito della Medaglia Thomas Keller, la massima onorificenza nel canottaggio.